# نویغوت (شهرستان نوکت)
نویغوت (به قرقیزی: Нойгут، نويعۇت) یک روستا در قرقیزستان است که در شهرستان نوکت واقع شده‌است. نویغوت ۵٬۰۴۳ نفر جمعیت دارد.